# Myanmar Airways International
Pour les articles homonymes, voir MAI.
Myanmar Airways International (MAI - code AITA : 8M, code OACI : MMA) est une compagnie aérienne birmane.
La compagnie a été lancée en août 1993 en partenariat entre Myanmar Airways et Highsonic Enterprises de Singapour, avec le soutien de Royal Brunei Airlines. Elle disposait d'une nouvelle équipe dirigeante de Singapour (beaucoup venant de Singapore Airlines), de nouveaux avions Boeing, de pilotes étrangers, d'une meilleure formation des équipages et de nouvelles normes d'opération de l'administration de l'aviation civile du Royaume-Uni. La coentreprise avec Singapour a ensuite pris fin et MAI est devenue en janvier 2001 une compagnie purement nationale, propriété à 49 % de Region Air Myanmar (HK) Ltd., 11 % de Zan Co. (appartenant à un homme d'affaires local) et 40 % de Myanmar Airways[réf. souhaitée]. 
Pendant ce temps, Myanmar Airways a continué ses opérations comme un transporteur purement domestique pour la population locale. 
MAI est devenu la compagnie aérienne internationale birmane, avec des vols réguliers entre Rangoun (la capitale du Myanmar), Singapour, Kuala Lumpur, Bangkok, Hong Kong, Kunming, Dacca, Phnom Penh et Jakarta (elle a aussi assuré, en 2011, deux vols hebdomadaires, le mercredi et le samedi, entre Rangoun et Siem Reap).
Dès octobre 2011, la compagnie loue un A321-111 (MSN519) d'Air Méditerranée.

## Flotte
- 4 Airbus A319-100
- 1 Airbus A320-200
- 2 Embraer 190